# Living in the Past
Living in the Past ist eine Kompilation der britischen Progressive-Rock-Band Jethro Tull aus dem Jahr 1972.

## Besetzung
Jethro Tull spielte das Album mit Ian Anderson, Martin Barre, Mick Abrahams, John Evan, Glenn Cornick, Jeffrey Hammond-Hammond, Barriemore Barlow, Clive Bunker, David Palmer und Lou Toby ein.

## Geschichte
Die Stücke wurden zwischen Juli 1968 und Mai 1971 aufgenommen und annähernd chronologisch auf dem Album sortiert. Das Doppelalbum erschien am 23. Juni 1972 im Vereinigten Königreich, am 31. Oktober 1972 in den USA. Der Titelsong war bereits 1969 als Single erschienen, gelangte in den USA aber erst nach der Veröffentlichung des Doppelalbums in die Charts, wo er Platz 11 belegte.
1994 erschien eine erste CD-Version, die aus Platzgründen weniger Stücke als die Doppelalben enthielt.

## Inhalt
Das Doppelalbum enthält fast alle bis dahin erschienenen Single-Titel der Band, die fünf Titel der EP Life Is a Long Song, mehrere Titel früherer Alben und die beiden Live-Titel By Kind Permission Of und Dharma for One von Konzerten in der Carnegie Hall in New York, die im November 1970 aufgenommen wurden. Die meisten Titel wurden von Anderson komponiert und getextet; der Instrumentaltitel By Kind Permission Of ist eine Adaption mehrerer Themen der klassischen Musik von John Evan, Dharma for One stammt von Anderson und Bunker. Bourée ist die Adaption einer Bourrée von Johann Sebastian Bach durch Anderson. Die Titel der EP finden sich auf der B-Seite der zweiten LP. Von den ersten vier Studioalben stammen die Stücke Song for Jeffrey, Bourée, Teacher, Inside und Locomotive Breath, je nach Ausgabe auch Alive and Well and Living In und Hymn 43.

## Artwork
Das braune, in Lederoptik gemaserte Cover zeigt im goldfarbenen Prägedruck Ian Anderson mit der Querflöte, mit Ornamenten an allen vier Seiten. Bandname und Albumtitel stehen ebenfalls goldfarben in Großbuchstaben oberhalb des Anderson-Bildes. Die ebenfalls braune Rückseite zeigt die gleiche Maserung auf. Das Cover ist im Innenteil mit einem rosafarbenen, albumgroßen, 20-seitigen Booklet mit über 50 Fotos der Band versehen. Auf den drei letzten Seiten stehen die „Credits“ der Songs sowie auf der letzten Seite die allgemeinen Album-„Credits“.

## Titelliste

### Erste LP, Seite A
1. Song for Jeffrey (3:20), auch A Song for Jeffrey
2. Love Story (3:07)
3. Christmas Song (3:05)
4. Living in the Past (3:20)
5. Driving Song (2:39)
6. Bourée (3:43)

### Erste LP, Seite B
1. Sweet Dream (4:02)
2. Singing All Day (3:03)
3. Witches Promise (3:49), Titel 3 und 4 bei mehreren Versionen getauscht
4. Teacher (4:08), Titel 3 und 4 bei mehreren Versionen getauscht
5. Inside (3:49), US-Version: Alive and Well and Living In (2:45)
6. Just Trying to Be (1:36)

### Zweite LP, Seite A
1. By Kind Permission Of (11:01)
2. Dharma for One (9:45)

### Zweite LP, Seite B
1. Wond’ring Again (4:12)
2. Locomotive Breath (4:24), US-Version: Hymn 43 (3:17)
3. Life Is a Long Song (3:18)
4. Up the ’Pool (3:10)
5. Dr. Bogenbroom (2:58)
6. For Later (2:06)
7. Nursie (1:38)

## Rezeption

### Charts und Chartplatzierungen
| ChartsChartplatzierungen       | Höchstplatzierung | Wochen/ Monate |
| ------------------------------ | ----------------- | -------------- |
| Deutschland (GfK)              | 8 (6 Mt.)         | 6 Mt.          |
| Vereinigte Staaten (Billboard) | 3 (31 Wo.)        | 31 Wo.         |
| Vereinigtes Königreich (OCC)   | 8 (11 Wo.)        | 11 Wo.         |

| ChartsJahrescharts (1972) | Platzierung |
| ------------------------- | ----------- |
| Deutschland (GfK)         | 37          |

### Auszeichnungen für Musikverkäufe
| Land/Region                  | Auszeichnungen für Musikverkäufe (Land/Region, Auszeichnung, Verkäufe) | Verkäufe |
| ---------------------------- | ---------------------------------------------------------------------- | -------- |
| Vereinigte Staaten (RIAA)    | Gold                                                                   | 500.000  |
| Vereinigtes Königreich (BPI) | Silber                                                                 | 60.000   |
| Insgesamt                    | 1× Silber · 1× Gold ·                                                  | 560.000  |